# پایگاه هوایی آیو جیما
 پایگاه هوایی آیو جیما (به انگلیسی: North Field (Iwo Jima)) یک فرودگاه نظامی است . این فرودگاه در کشور ژاپن قرار دارد .